# Носков, Анатолий Иванович
Анатолий Иванович Носков (11 февраля 1928 — 20 июля 2014) — российский учёный, в 1970—1999 ректор Куйбышевского (Самарского) планового института.

## Биография
Родился в Рыбинске Ярославской области в семье землеустроителя.
В 1951 г. с отличием окончил Московский государственный экономический институт, в 1954 г. — аспирантуру, защитил диссертацию по теме «Экономические вопросы автоматического производства в машиностроении СССР».
После этого был на преподавательской работе в Куйбышевском плановом институте. Там он проработал всю оставшуюся жизнь — 60 лет. С 1958 г. проректор по учебной и научной работе, с 1970 по 1999 г. — ректор КПИ — СЭИ (Самарский экономический институт) — СГЭА (Самарская государственная экономическая академия). С 1999 — советник при ректорате.
Автор книг по краеведению и истории СГЭУ, а также исследований, посвященных А. С. Пушкину, А. Н. Островскому, В. В. Набокову, В. М. Шукшину.

## Награды
Награждён орденами «Знак Почёта» (1976), Трудового Красного Знамени (1981), «За заслуги перед Отечеством» IV степени (1996) и многими медалями, знаками «За отличные успехи в работе» (1971) и «Почётный работник высшего профессионального образования Российской Федерации» (1998).